# Silene longidens
Silene longidens är en nejlikväxtart som beskrevs av Boris Konstantinovich Schischkin. Silene longidens ingår i släktet glimmar, och familjen nejlikväxter. Inga underarter finns listade i Catalogue of Life.